# Iabalcea, Caraș-Severin
Iabalcea (sau Jabalcea, în croată Jabalče) este un sat în comuna Carașova din județul Caraș-Severin, Banat, România. Este o locuită de carașoveni.

## Istorie
Este atestată documentar de la 1564. Mai demult s-a numit Jabalcs și Jabalcea. 

## Imagini

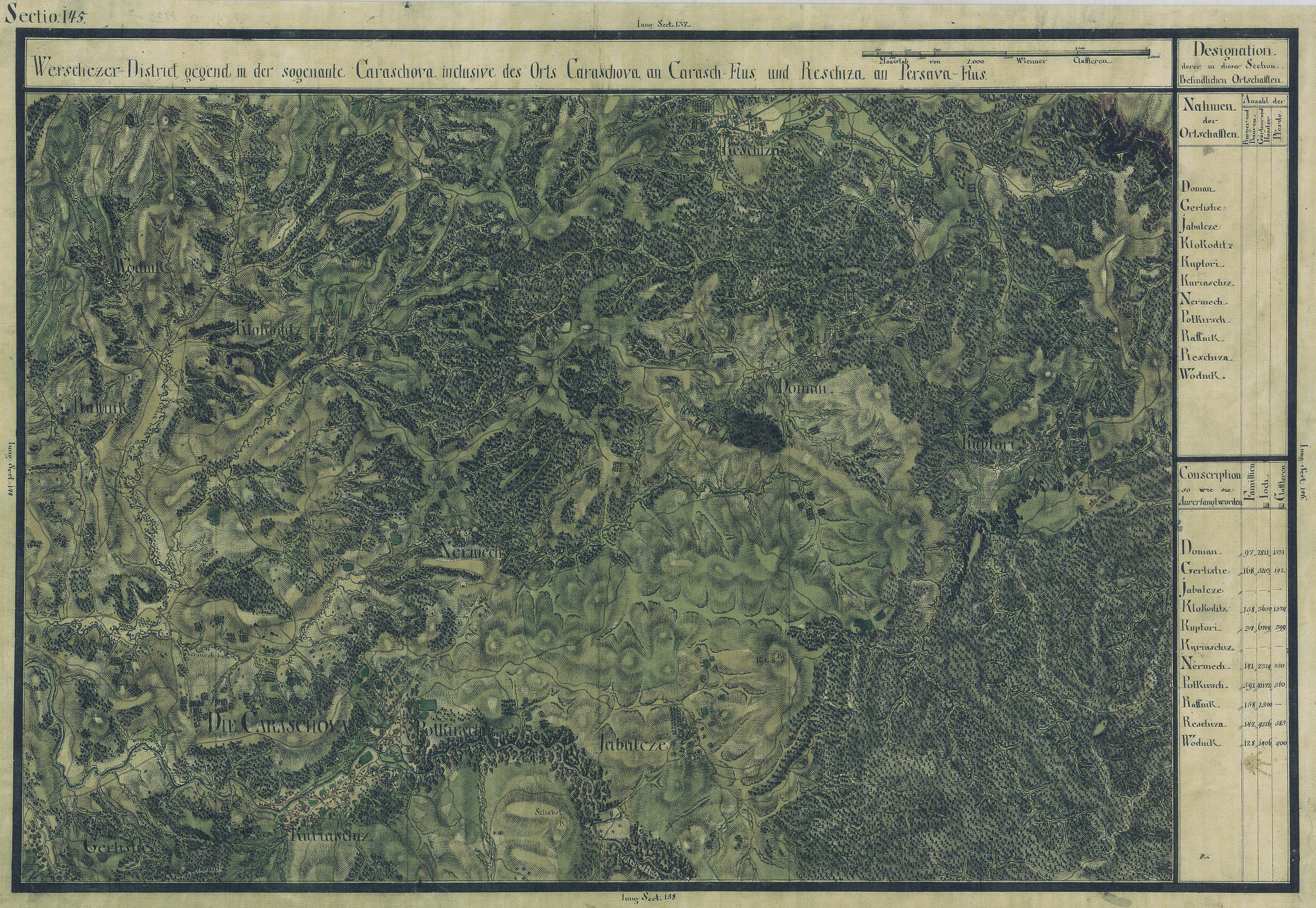
Iabalcea  în Harta Iosefină a Banatului, 1769-72
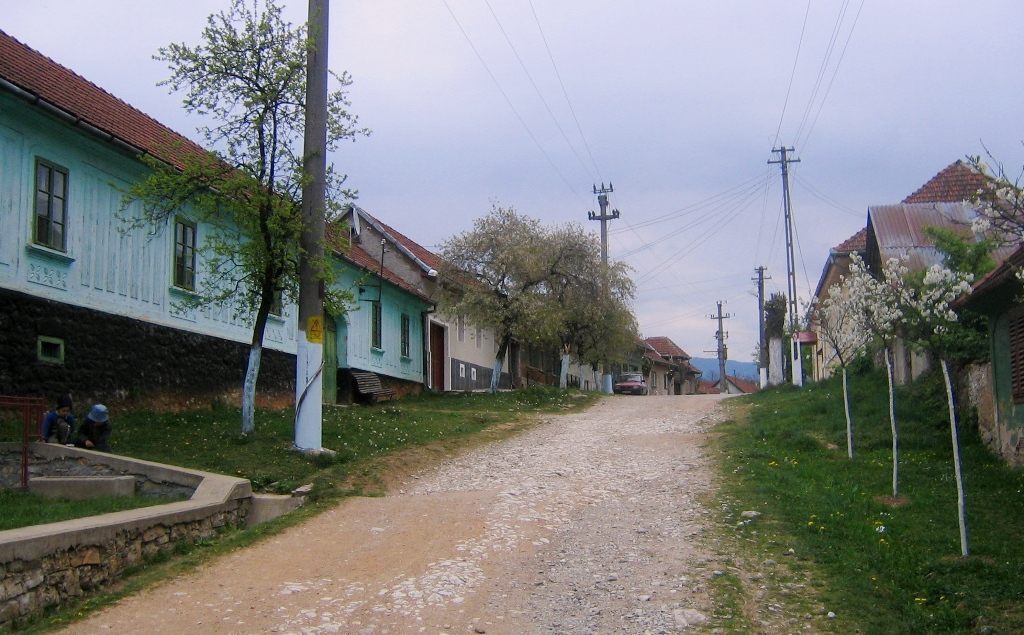
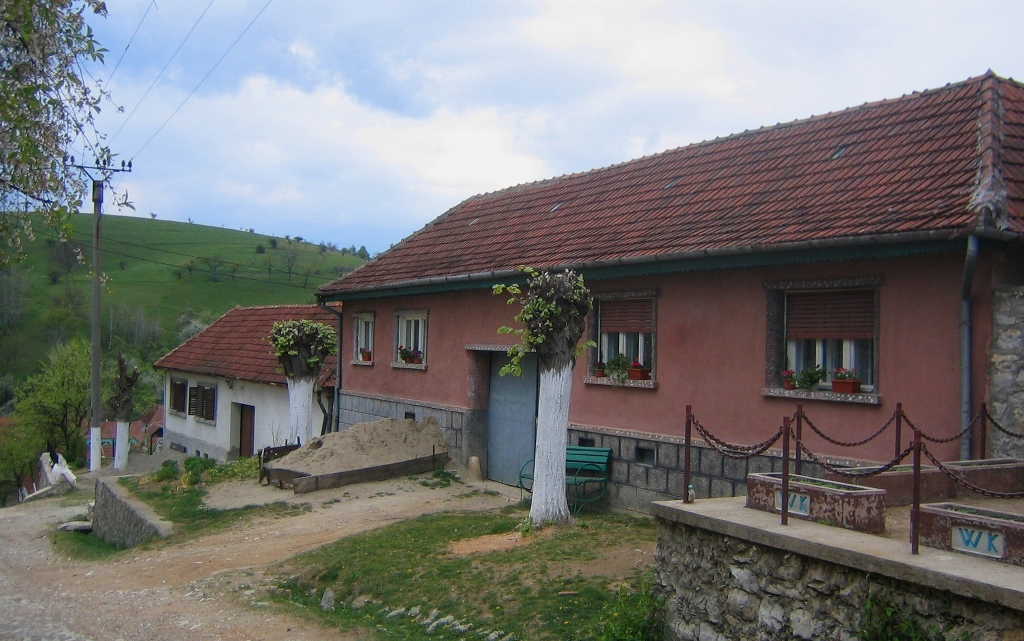